# Хриповский сельский совет (Городнянский район)
Хриповский сельский совет (укр. Хрипівська сільська рада) — входит в состав
Городнянского района
Черниговской области
Украины.
Административный центр сельского совета находится в 
с. Хриповка
.

## Населённые пункты совета
- с. Хриповка
- с. Пивневщина
- с. Политрудня